# Gino Vignolo
Cristofaro Gino Vignolo (Pietra Ligure, 18 luglio 1921 – Pietra Ligure, 27 giugno 2006) è stato un calciatore italiano, di ruolo difensore.

## Caratteristiche tecniche
Giocava come terzino.

## Carriera
Iniziò la sua attività nel Pietra Ligure e nell'Andrea Doria di Loano.
Dal 1939 al 1941 gioca nel campionato di Serie C con l'Albenga; milita nella stessa categoria anche nella stagione 1941-1942, con la maglia della Polisportiva Manlio Cavagnaro. Nella stagione 1942-1943 veste invece la maglia del Genova 1893, con cui il 17 gennaio 1943 fa il suo esordio in Serie A in Venezia-Genova (0-1); nel corso del campionato gioca poi una seconda partita in massima serie. Dopo la fine della seconda guerra mondiale viene tesserato dal Savona, con la cui maglia gioca 20 delle 22 partite disputate dagli Striscioni nel campionato di Serie B-C Alta Italia, la seconda serie di quell'anno. Rimane in biancoazzurro anche nella stagione 1946-1947, nella quale gioca altre 17 partite in Serie B. Gioca con il club ligure anche nella stagione 1947-1948, disputata in Serie C dopo la retrocessione dell'annata precedente. In questo campionato (vinto dalla squadra, che pur non venendo promossa mantiene la categoria nel primo campionato nazionale di terza serie del dopoguerra) gioca 24 partite e segna il suo primo gol in partite ufficiali con la maglia del Savona; nella stagione 1948-1949 segna un ulteriore gol in 41 presenze, mentre nella stagione 1949-1950 segna 2 reti in 32 presenze. Va poi a segno per due volte anche nella stagione 1951-1952, dopo che nella 1950-1951 non aveva mai segnato nelle 33 partite disputate. Mantiene infine il posto da titolare nel Savona anche nella stagione 1952-1953, chiusa con la retrocessione in IV Serie dopo 8 anni consecutivi fra secondo e terzo livello del campionato italiano. Nella stagione 1953-1954, gioca altre 2 partite, arrivando così ad un bilancio di 214 presenze e 7 gol con la maglia del Savona, club di cui è il quarto giocatore di tutti i tempi per numero di partite ufficiali disputate.
Dopo la militanza nel Savona, ritorna all'Albenga e dal 1955 al 1958, anno del suo ritiro dal calcio giocato, al Loanesi.

## Palmarès

### Club

#### Competizioni nazionali
- Serie C: 1

Savona: 1947-1948